# IC 1722
IC 1722 ist eine leuchtschwache Balken-Spiralgalaxie vom Hubble-Typ SBbc im Sternbild Sculptor am Südsternhimmel. Sie ist schätzungsweise 182 Millionen Lichtjahre von der Milchstraße entfernt und hat einen Durchmesser von etwa 80.000 Lichtjahren.

Im selben Himmelsareal befindet sich u. a. die Galaxie IC 1724.
Das Objekt wurde im Jahr 1899 von DeLisle Stewart entdeckt.